# Illa (mythologie)
 (novembre 2010).
Si vous disposez d'ouvrages ou d'articles de référence ou si vous connaissez des sites web de qualité traitant du thème abordé ici, merci de compléter l'article en donnant les références utiles à sa vérifiabilité et en les liant à la section « Notes et références ».
Illa est un nom quechua qui désigne un objet en pierre sculptée qui est censé posséder un pouvoir spécial. Elle est utilisée dans les Andes au cours des cérémonies chamaniques afin d'attirer les bonnes grâces des entités spirituelles qui président à la destinée des hommes.